# Henrick Hooft
Henrick Hooft, heer van Oudkarspel, Koedyck en Schooterbos (Amsterdam, 3 september 1617 - aldaar, 12 december 1678), was tussen 1662 en 1678 vijf keer burgemeester van Amsterdam. Hij begon zijn carrière in de schutterij en bij de Wisselbank en eindigde als raad bij de Admiraliteit. Hooft was bevriend met William Temple, de Engelse ambassadeur, die de Nederlandse geschiedenis en gewoonten beschreef, maar ook een karakterschets van Hooft. Hij was een lid uit het Amsterdamse regentengeslacht Hooft.

## Leven
In 1634 trok hij naar Leiden om te studeren. In 1640 trad Hooft het huwelijk met Aeghje Dirksdochter Hasselaer (1617-1664). In datzelfde jaar liet hij zichzelf en zijn vrouw (beide 23 jaar?) schilderen door Michiel Jansz. van Mierevelt. Hooft woonde in de Sint Antoniesbreestraat, niet ver van Rembrandt.
In 1653 trad hij toe tot de schutterij; in 1655 werd hij lid van de vroedschap, in 1656 werd hij schepen. In 1662 was hij, samen met Cornelis de Graeff, Cornelis Jan Witsen en Cornelis van Outshoorn betrokken bij de afwijzing van het schilderij De samenzwering van de Bataven onder Claudius Civilis door Rembrandt van Rijn.
Op 7 december 1663, op de eerste dag van de veiling van erven in de zogenaamde Vierde vergroting van Amsterdam kocht Hooft een perceel en bewoonde vanaf 1665 een pand, dat hij had laten bouwen op Herengracht 550. Het echtpaar had meer dan acht kinderen, Zijn dochter Isabella trouwde met Jacob Hop.
Na de dood van zijn vrouw in het kraambed (1664) trouwde hij op 27 februari 1667 te Sloten met Maria van Walenburgh (Rotterdam, ca 1627-1679), vrouwe van Oudkarspel, Schoten en Schoterbos. Aan zijn tweede vrouw, bekend vanwege haar Hollandse properheid en met wie hij voortdurend ruzie had, dankte hij zijn titel. Ook van haar is een portret bekend.
Na de dood van Cornelis de Graeff (1664) was Hooft samen met Andries de Graeff een van de belangrijkste tegenstanders van Gillis Valckenier. In 1669 bedankte hij voor een ambassadeurschap naar Polen. In 1673 bedankte hij voor het burgemeesterschap omdat hij dan moest samenwerken met Valckenier. In 1677 werkten de beide mannen dan toch samen bij de voorbereidingen voor de Vrede van Nijmegen, om aan de oorlog met Frankrijk een halt toe te roepen.
- Biografisch Portaal: 87601185
- Digitale Bibliotheek voor de Nederlandse Letteren: hoof013
- International Standard Name Identifier: 0000 0003 9498 3783
- Nederlandse Thesaurus van Auteursnamen: 308367596
- Virtual International Authority File: 289578340
- WorldCat: E39PBJgd4vKv9p6vPFKJwrjXBP